# Erupção peleana

Erupção de Peléan: 1 Pluma de cinzas, 2 Queda de cinzas vulcânicas, 3 Domo de lava, 4 Bomba vulcânica, 5 Fluxo piroclástico, 6 Camadas de lava e cinzas, 7 Estrato, 8 Conduto de magma, 9 Câmara de magma, 10 Dique

Erupções peleanas são um tipo de erupção vulcânica. Elas podem ocorrer quando há envolvimento de magma viscoso, tipicamente do tipo riolítico ou andesítico, e compartilham algumas semelhanças com erupções vulcanianas. A característica mais importante de uma erupção peleana é a presença de uma avalanche brilhante de cinzas vulcânicas quentes, chamada de fluxo piroclástico. A formação de domos de lava é outra característica. Pequenos fluxos de cinzas ou criação de cones de pedra-pomes também podem ser observados.
As fases iniciais da erupção são caracterizadas por fluxos piroclásticos. Os depósitos de tefra têm volume e alcance menores do que as erupções plinianas e vulcanianas correspondentes. O magma viscoso forma então uma cúpula de lados íngremes ou espinha vulcânica na abertura do vulcão. A cúpula pode entrar em colapso posteriormente, resultando em fluxos de cinzas e blocos quentes. O ciclo eruptivo geralmente se completa em poucos anos, mas em alguns casos pode continuar por décadas, como no caso de Santiaguito.
A erupção do Monte Pelée (IEV-4) em 1902 é o primeiro caso descrito de uma erupção peleana; o termo é derivado do nome do vulcão.
Outros exemplos de erupções peleana incluem:
- a erupção do Hibok-Hibok de 1948–1951; (VEI-3);
- a erupção do Monte Lamington em 1951, que continua a ser a observação mais detalhada deste tipo; (VEI-4);
- a erupção do vulcão Mayon em 1968 (VEI-3).
- a erupção de La Soufrière (VEI-4) em 2021.[3]